# 多瑙河滨大道
47°29′44″N 19°2′55″E / 47.49556°N 19.04861°E

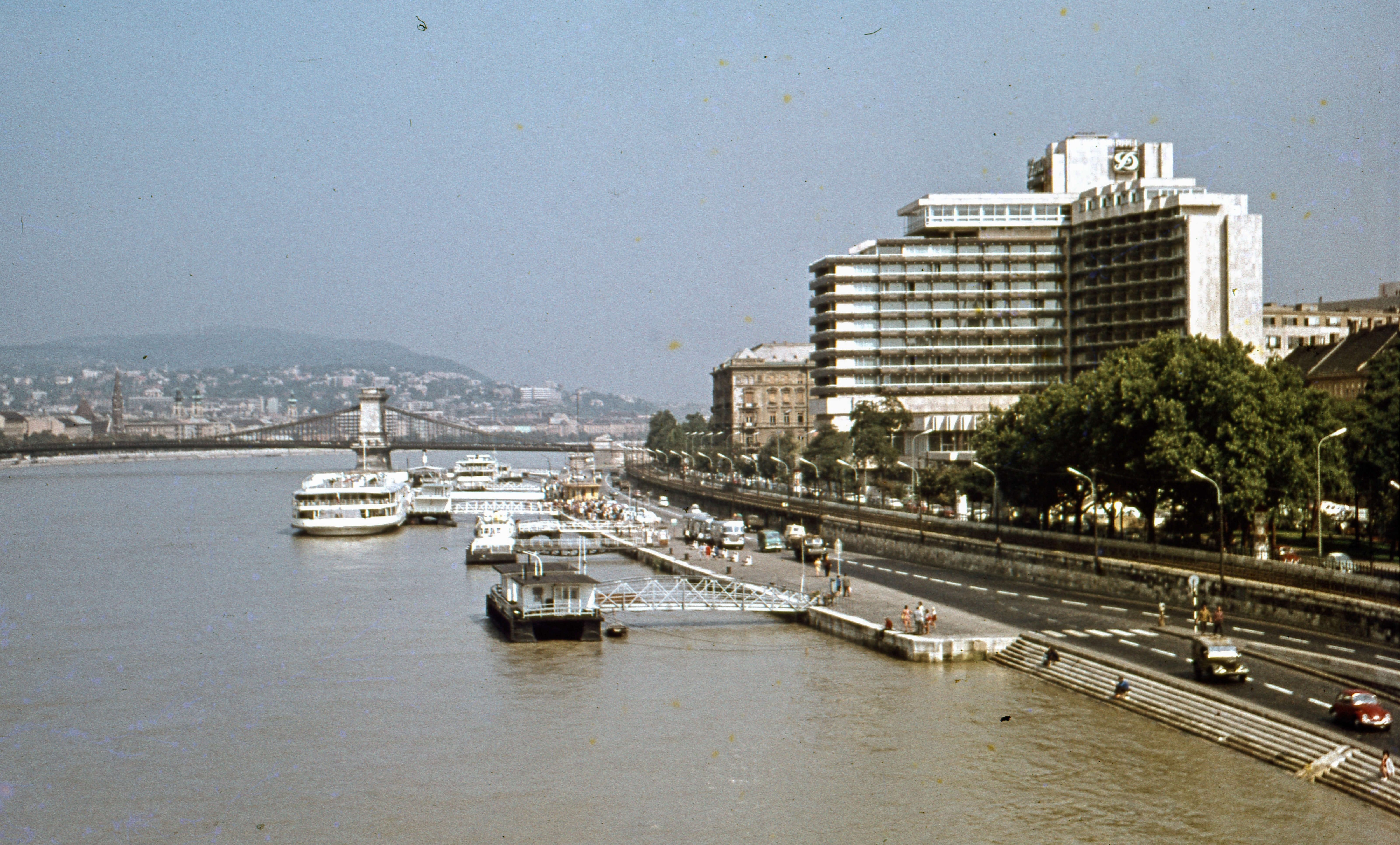

多瑙河滨大道（匈牙利語：Dunakorzó）位于匈牙利布达佩斯的佩斯一侧，是多瑙河左岸的河滨大道，从塞切尼链桥延伸到伊丽莎白桥。
多瑙河滨大道的南端是3月15日广场（Március 15. tér），这里有古罗马堡垒遗址 Contra-Aquincum ，而佩斯内城教堂的简朴立面掩盖了它丰富多彩的过去：最初是罗曼式巴西利卡，在土耳其占领期间，曾被改为清真寺，最终在18世纪重新设计，改为巴洛克风格。
大道的中心是维加多广场（Vigadó tér）与著名的维加多音乐厅。
在大道的另一端是格雷沙姆宫和匈牙利科学院。

## 历史
从19世纪中叶开始，内城发展得相当快。在多瑙河左岸，一排旅馆开始拔地而起，包括匈牙利酒店、布里斯托尔酒店、卡尔顿酒店和丽兹酒店（多瑙宮）。其中只有布里斯托尔酒店在布达佩斯围城战的破坏中幸存下来，但还是在1969年被拆除。在酒店前面形成了一个广场，后来称为Dunakorzó。

## 建筑
- Contra-Aquincum, 4 世纪罗马堡垒，位于伊丽莎白桥旁
- 佩斯内城教堂
- 维加多音乐厅
- 格雷沙姆宫

重要地标
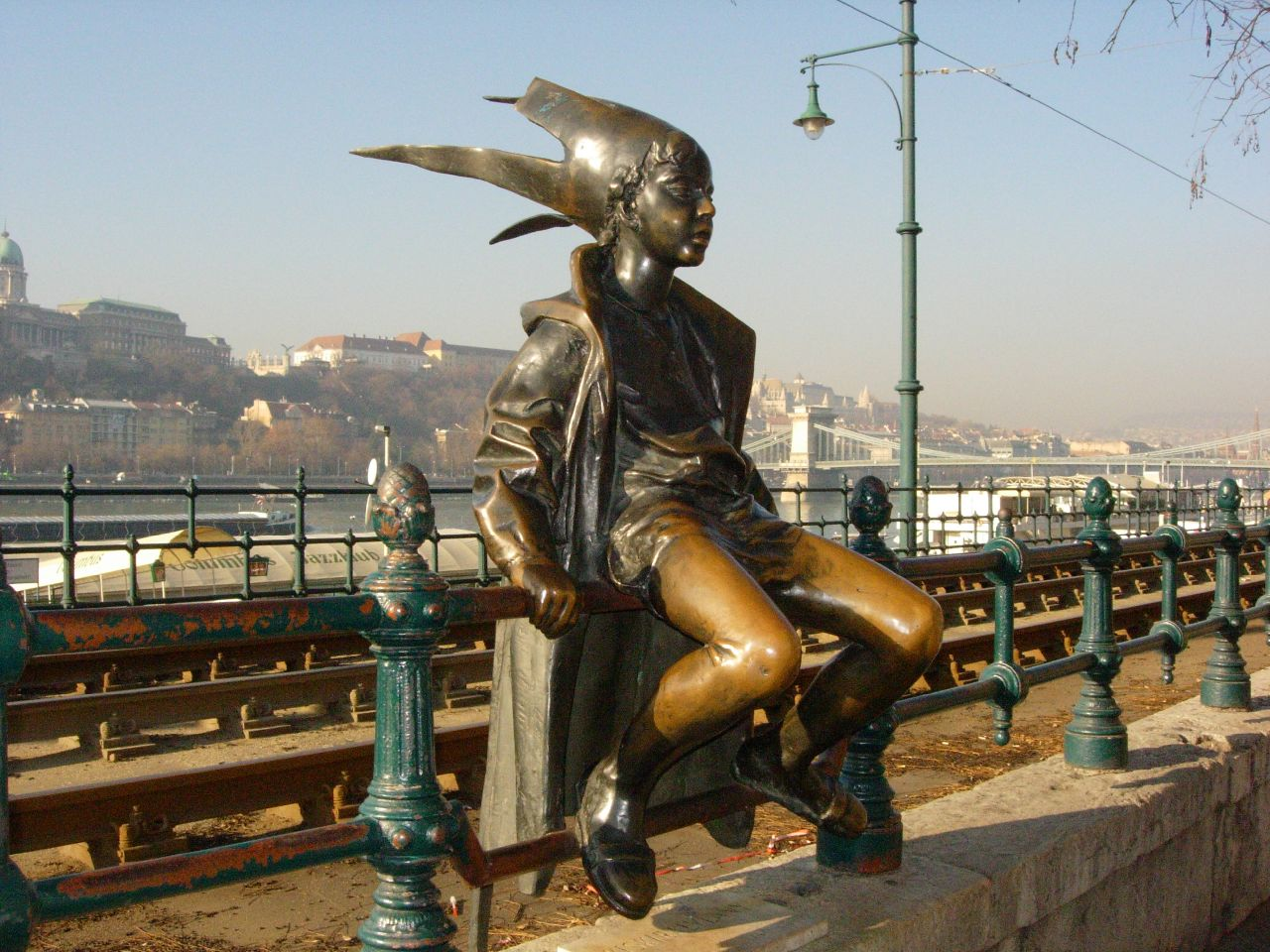
小公主
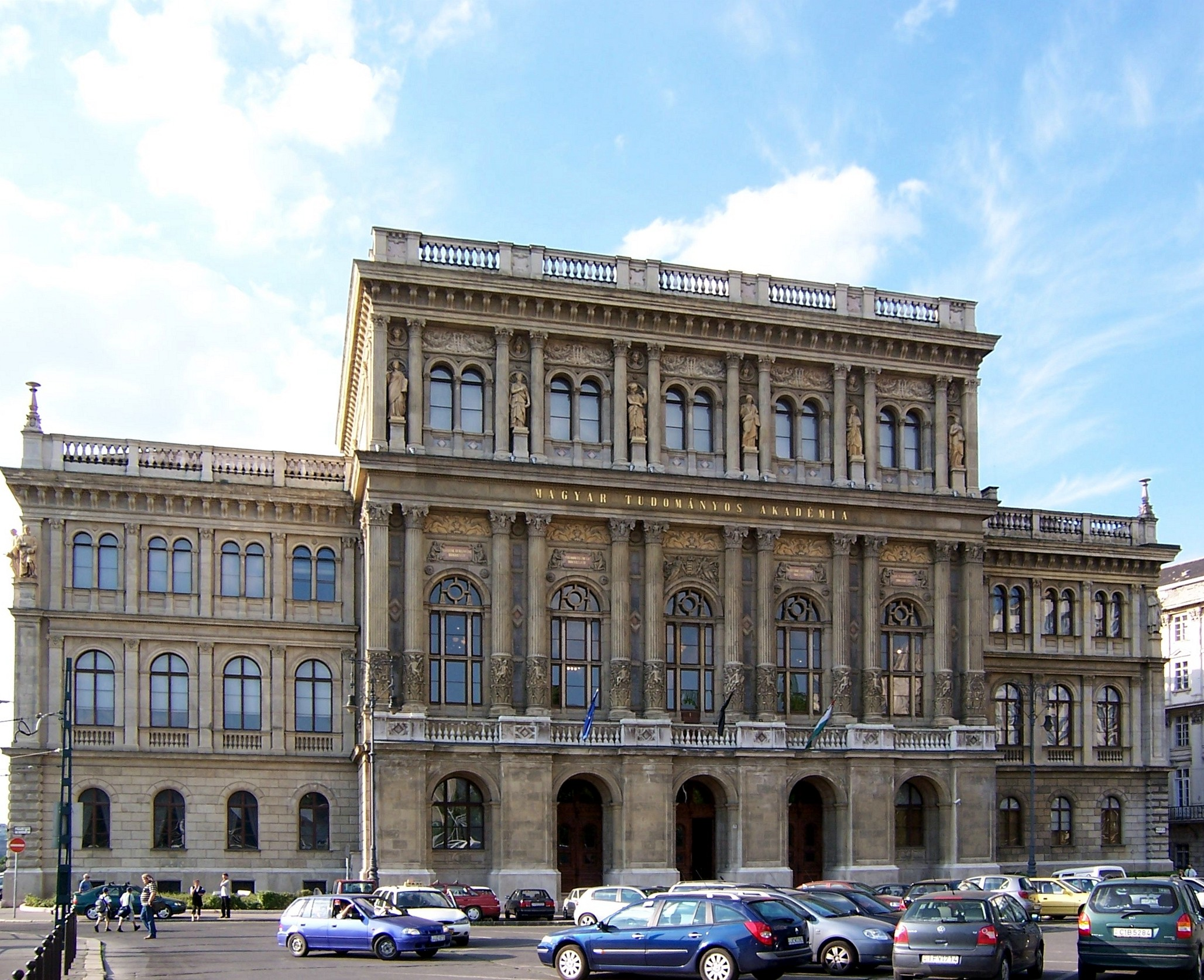
匈牙利科学院，位于塞切尼链桥旁
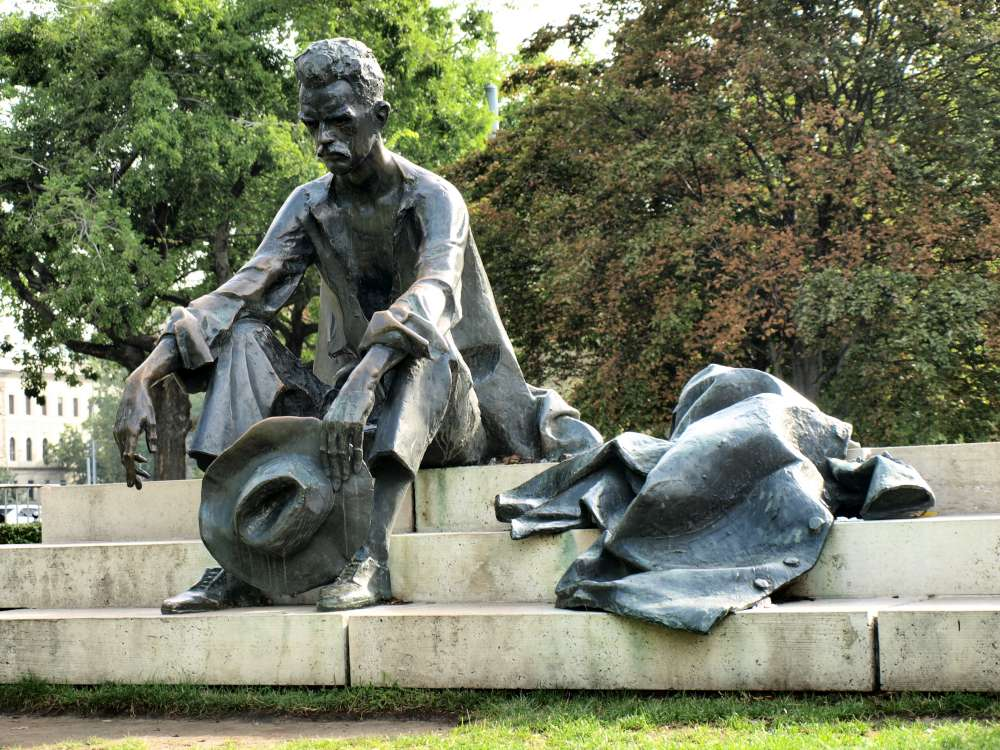
尤若夫·阿蒂拉

## 雕塑

1910年代
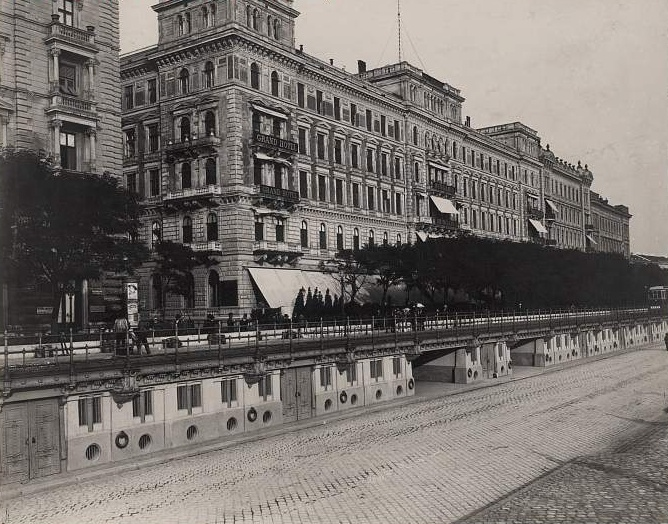
塞切尼·伊什特万 - 靠近匈牙利科学院
- 厄特沃什·约瑟夫 - 1879 年
- 匈牙利海员纪念碑
- 奥地利的约瑟夫
- 小公主雕像[1] - 靠近维加多音乐厅
- 尤若夫·阿蒂拉 - 匈牙利议会大厦
- 弗洛斯马提
- 威廉·莎士比亚
- 裴多菲·山多尔
- 多瑙河岸的鞋子  - 2005年4月16日

- 1910年代
- 匈牙利大酒店

- 重要地标
- 小公主
- 匈牙利科学院
- 尤若夫·阿蒂拉